# Số siêu việt

Pi (π) là một số siêu việt nổi tiếng

Trong toán học, một số siêu việt là một số thực hoặc số phức không phải là số đại số, nghĩa là nó không phải là một nghiệm của một phương trình đa thức với các hệ số nguyên. Các số siêu việt được biết đến nhiều nhất là π và e.
Mặc dù chỉ có một vài loại số siêu việt được biết đến (một phần vì có thể cực kỳ khó để chỉ ra rằng một số đã cho là siêu việt), số siêu việt không phải là hiếm. Thật vậy, hầu hết tất cả các số thực và số phức đều là các số siêu việt, vì các số đại số hợp thành một tập hợp đếm được, trong khi tập hợp các số thực và tập hợp các số phức đều là các tập hợp không đếm được, và do đó lớn hơn bất kỳ tập hợp đếm được nào. Tất cả các số siêu việt thực là các số vô tỷ, vì tất cả các số hữu tỷ đều là số đại số. Điều ngược lại là không đúng: không phải tất cả các số vô tỷ đều là siêu việt. Ví dụ, căn bậc hai của 2 là một số vô tỷ, nhưng nó không phải là số siêu việt vì nó là một nghiệm của phương trình đa thức x2 − 2 = 0. Tỷ lệ vàng (ký hiệu {\displaystyle \varphi } hoặc là {\displaystyle \phi }) là một số vô tỷ khác và không phải là số siêu việt, vì nó là một nghiệm của phương trình đa thức x2 − x − 1 = 0.

## Lịch sử
Cái tên "siêu việt" xuất phát từ tiếng Latin transcendĕre (siêu việt) - nghĩa là vượt qua, hoặc vượt ra ngoài, và lần đầu tiên được sử dụng cho khái niệm toán học trong bài báo năm 1682 của Leibniz, trong đó ông đã chứng minh rằng sin(x) không phải là một hàm đại số của x. Euler, vào thế kỷ 18, có lẽ là người đầu tiên định nghĩa các số siêu việt theo nghĩa hiện đại.
Johann Heinrich Lambert đã phỏng đoán rằng e và π đều là số siêu việt trong bài báo năm 1768 của ông chứng minh số π là số vô tỉ, và đề xuất một bản phác thảo dự kiến về cách chứng minh tính chất siêu việt của số π.
Joseph Liouville lần đầu tiên chứng minh sự tồn tại của số siêu việt vào năm 1844, và năm 1851 đã đưa ra những ví dụ thập phân đầu tiên như hằng số Liouville
{\displaystyle {\begin{aligned}L_{b}&=\sum _{n=1}^{\infty }10^{-n!}\\&=10^{-1}+10^{-2}+10^{-6}+10^{-24}+10^{-120}+10^{-720}+10^{-5040}+10^{-40320}+\ldots \\&=0.{\textbf {1}}{\textbf {1}}000{\textbf {1}}00000000000000000{\textbf {1}}\ldots \\\end{aligned}}}
Năm 1874, Georg Cantor đã chứng minh rằng, tập hợp các số hữu tỉ là đếm được và tập hợp các số thực là không đếm được. Và ông đã mở ra hướng đi mới cho việc xây dựng số siêu việt. 4 năm sau, ông xuất bản một công trình chứng minh rằng có rất nhiều số siêu việt giữa rất nhiều số thực. Từ đó, tính vô hạn của số siêu việt đã được khám phá.

### Xác suất
Cho đoạn thẳng đơn vị [0;1]. Chọn ngẫu nhiên {\displaystyle x\in [0;1]} thì xác suất để x là số đại số ít hơn rất nhiều so với xác suất x là số siêu việt 

## Tính chất
1. Tập hợp số siêu việt là tập hợp vô hạn không đếm được. Chứng minh: Vì các đa thức với hệ số nguyên là đếm được [cần dẫn nguồn], và mỗi đa thức có hữu hạn nghiệm nên các số đại số cũng là đếm được. Do số các số thực là không đếm được => các số siêu việt là không đếm được.
2. Số siêu việt là số vô tỉ: Nếu nó là số hữu tỷ dạng {\displaystyle {\frac {b}{a}}} thì nó là nghiệm của phương trình đại số a.x =b, do đó là số đại số. Điều ngược lại không đúng: có nhiều số vô tỷ nhưng lại không là số siêu việt, chẳng hạn căn bậc hai của 2 là số vô tỷ, cũng là số đại số vì nó là nghiệm của phương trình đại số x2 − 2 = 0
3. Trường số siêu việt là trù mật
4. Trường số siêu việt có lực lượng continum

## Các số siêu việt đã chứng minh thành công
- ea nếu a là số đại số khác 0 (được chứng minh bởi Lindemann–Weierstrass)
- e (Bởi Lindemann–Weierstrass)
- π (định lý Lindemann–Weierstrass)
- eπ  (hằng số Gelfond)
- e−π/2 = i i (bởi Gelfond–Schneider)
- ab khi a là số đại số khác 0 và 1, còn b là số đại số vô tỷ (định lý Gelfond–Schneider), Ví dụ: {\displaystyle 2^{\sqrt {2}}}

- Phân số liên tục, Carl Ludwig Siegel (1929)

{\displaystyle {1+{\cfrac {1}{2+{\cfrac {1}{3+{\cfrac {1}{4+{\cfrac {1}{5+{\cfrac {1}{6+\ddots }}}}}}}}}}}}
- sin(a), cos(a), tan(a), csc(a), sec(a) và cot(a), Với a là số khác 0 (bởi Lindemann–Weierstrass) (Các hàm lượng giác)
- 0.12345678910111213141516...
- ln(a) với a là số hữu tỉ khác 0 và 1 (lôgarit tự nhiên)